# Vrbovik
Vrbovik är en ort i Bosnien och Hercegovina.   Den ligger i entiteten Federationen Bosnien och Hercegovina, i den centrala delen av landet, 18 km nordväst om huvudstaden Sarajevo. Vrbovik ligger 457 meter över havet och antalet invånare är 476.
Terrängen runt Vrbovik är huvudsakligen kuperad, men den allra närmaste omgivningen är platt. Vrbovik ligger nere i en dal. Runt Vrbovik är det ganska tätbefolkat, med 93 invånare per kvadratkilometer.. Närmaste större samhälle är Sarajevo, 17,5 km sydost om Vrbovik. 
Omgivningarna runt Vrbovik är en mosaik av jordbruksmark och naturlig växtlighet.